# Vartnov
Vartnov je zřícenina hradu, která se nachází v osadě Pocheň, severozápadně od obce Brumovice v okrese Opava. Hrad založil pravděpodobně rod pánů z Warty někdy ve 14. století. Poprvé se hrad zmiňuje roku 1377 při dělení údělů mezi syny Mikuláše II. Opavského. Hrad koupil Vok I. z Holštejna, po něm ho zdědil jeho syn Štěpán, který se psal po Vartnovu. Páni z Holštejna drželi hrad až do roku 1421, kdy ho zřejmě nedobrovolně prodali vévodovi Janovi II. Za česko-uherských válek patřil hrad Bernardovi Bírkovi z Násile, ale byl uherským vojskem dobyt a vypálen a již nebyl obnoven. Zřícenina je chráněna jako kulturní památka.

## Historie
Původ hradu je nejasný. Někteří ho kladou již do 13. století. Archeologický materiál původem nesahá před rok 1300. Také typ stavby je běžný spíše pro přelom 13. a 14. století. Hrad možná vznikl jako černá stavba. Jen z názvu hradu je možné předpokládat, že ho založili páni z Varty. Je pravděpodobné, že hrad byl založen před rokem 1335. Zřejmě od doby před rokem 1349 hrad patřil pánům z Holštejna. Roku zeměpán 1421 Jan II. Opavský hrad odňal Štěpánovi mladšímu z Holštejna a Vartnova a dal ho svému stoupenci Ondřeji Šternovi ze Životic. Jan II. zůstal lenním pánem hradu. Husitské války se hradu vyhýbaly. Po smrti Jana II. připadl hrad jeho synům Mikuláši V. Krnovskému a Václavu IV. Ratibořskému. Od roku 1437 byl pánem hradu jen Mikuláš V. Roku 1446 byl Vartnov Mikulášem podstoupen Bernardu Bírkovi z Násilé. 

## Dobytí hradu a pozdější historie
Roku 1474 byl hrad Vartnov dobyt vojáky krále Matyáše Korvína při jeho tažení proti slezským knížatům podporujícím Jagellonce. Tehdy patřil Hynkovi Bírkovi z Násilé. Dobývání dokazují archeologické nálezy z let (1929) 1933 až 1935. Šlo o šipky, roztříštěná kamenná koule, kamenné a železné koule, koule do praku o váze 80 kg, palcát, zbytky hlavní děl, beran nalezený v nádvoří atd. Po dobytí byl hrad zapálen, půda na dvoře byla propálena až půl metru hluboko. Od té doby byl hrad zpustlý. Zatímco na jeho předhradí se život připomíná i v pozdějších letech. Roku 1523 je zde jmenován poplužní dvůr, který zde však nebyl dlouho. Později se zde připomíná mlýn, zničený během Třicetileté války. Roku 1668 koupila zpustlé místo od krnovských minoritů krnovská knížecí komora a pronajala pozemky 15 zahradníkům. To byl počátek dnešní Pochně. Kámen z hradu obyvatelé z Pochně a okolí používali na stavbu a byla z něj i zpevněna a rozšířena cesta z Pochně do Úbla.

## Stavební podoba
Vartnov byl nevelký hrad, tvořící předěl mezi hradem a tvrzí. Šlo o hrad vodní. Hrad byl oválný a byl obklopen vodním příkopem, před kterým byl ze tří třetin val. Hrad byl obehnán parkánem buď zcela anebo z části. Původně jednoduchá brána byla nahrazena věžovitou bránou dovnitř hradu otevřenou s průjezdem a zdí od něj odděleným vchodem pro pěší. Uvnitř na prvním nádvoří stál nový palác a naproti budova neznámého určení. Příčná zeď vydělovala v zadní části hradu dvorek se studnou a starým palácem. Na hradě je zachován i jeden sklípek v suterénu starého paláce. Zachován je i lomený gotický portálek vedoucí do suterénu téhož paláce. Předhradí hradu bylo pravděpodobně opevněno palisádami možná i zdmi a mělo i vlastní vodní příkop.